# Saint-Siméon (Eure)
Saint-Siméon è un comune francese di 320 abitanti situato nel dipartimento dell'Eure nella regione della Normandia.

## Società

### Evoluzione demografica
Abitanti censiti